# Notre-Dame-de-Riez
Notre-Dame-de-Riez é uma comuna francesa na região administrativa da Pays de la Loire, no departamento de Vendéia. Estende-se por uma área de 14,62 km². Em 2010 a comuna tinha 2 171 habitantes (densidade: 148,5 hab./km²).